# Mae West (Kunstwerk)

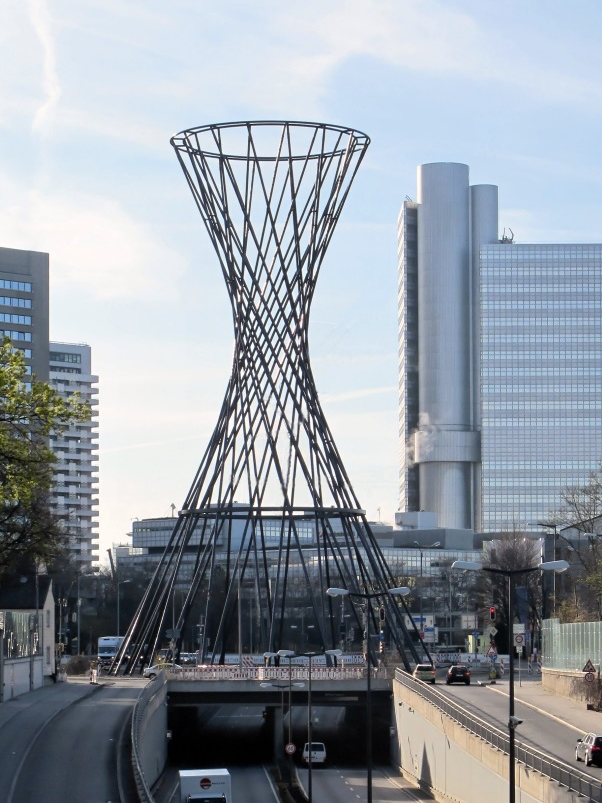
Mae West auf dem untertunnelten Effnerplatz

Die Mae West ist ein nach der Schauspielerin Mae West benanntes Kunstwerk auf dem Effnerplatz in München-Bogenhausen. Die von der Künstlerin Rita McBride entworfene 52 Meter hohe Plastik ist ein aus Rohren gebildetes Stabwerk in Form eines Rotationshyperboloids. Die Rohre bestehen größtenteils aus kohlenstofffaserverstärktem Kunststoff.
Die Mae West entstand bei der 2006 fertiggestellten Umgestaltung und Untertunnelung des Effnerplatzes
im Rahmen der Verpflichtung, für öffentliche Bauten einen Geldanteil für deren künstlerische Gestaltung, die Kunst am Bau, auszugeben. Ihre Gestalt, Größe und Kosten wurden im Stadtrat und in der Bevölkerung kontrovers diskutiert. Sie wurde seit 2002 geplant, ihr Bau im Oktober 2010 begonnen und im Januar 2011 fertiggestellt. Durch die Plastik verkehrt seit Dezember 2011 die Münchner Straßenbahn.

## Lage und Anbindung
Die Mae West steht auf der Mittelinsel des Effnerplatzes im Münchner Stadtteil Bogenhausen, an dem sich der Mittlere Ring zwischen Isarring und Richard-Strauss-Straße und die Verbindung zwischen Bülowstraße und Effnerstraße auf unterschiedlichen Niveaus kreuzen. Sie befindet sich direkt über dem Effnertunnel, durch den der Mittlere Ring führt. In das sie umgebende Straßenrund münden außer Bülow- und Effnerstraße auch Zu- und Abfahrten des Mittleren Rings ein. Östlich des Platzes liegt der Arabellapark, dessen Hochhäuser für das Platzbild bestimmend sind. Etwa 100 Meter südwestlich der Plastik befindet sich die Straßenbahnhaltestelle Effnerplatz. Auch Linienbusse der Stadt München halten in der Nähe der Mae West. Ihre Haltestelle ist ebenfalls Effnerplatz.

## Geschichte

### Idee, Planung und Entwicklung

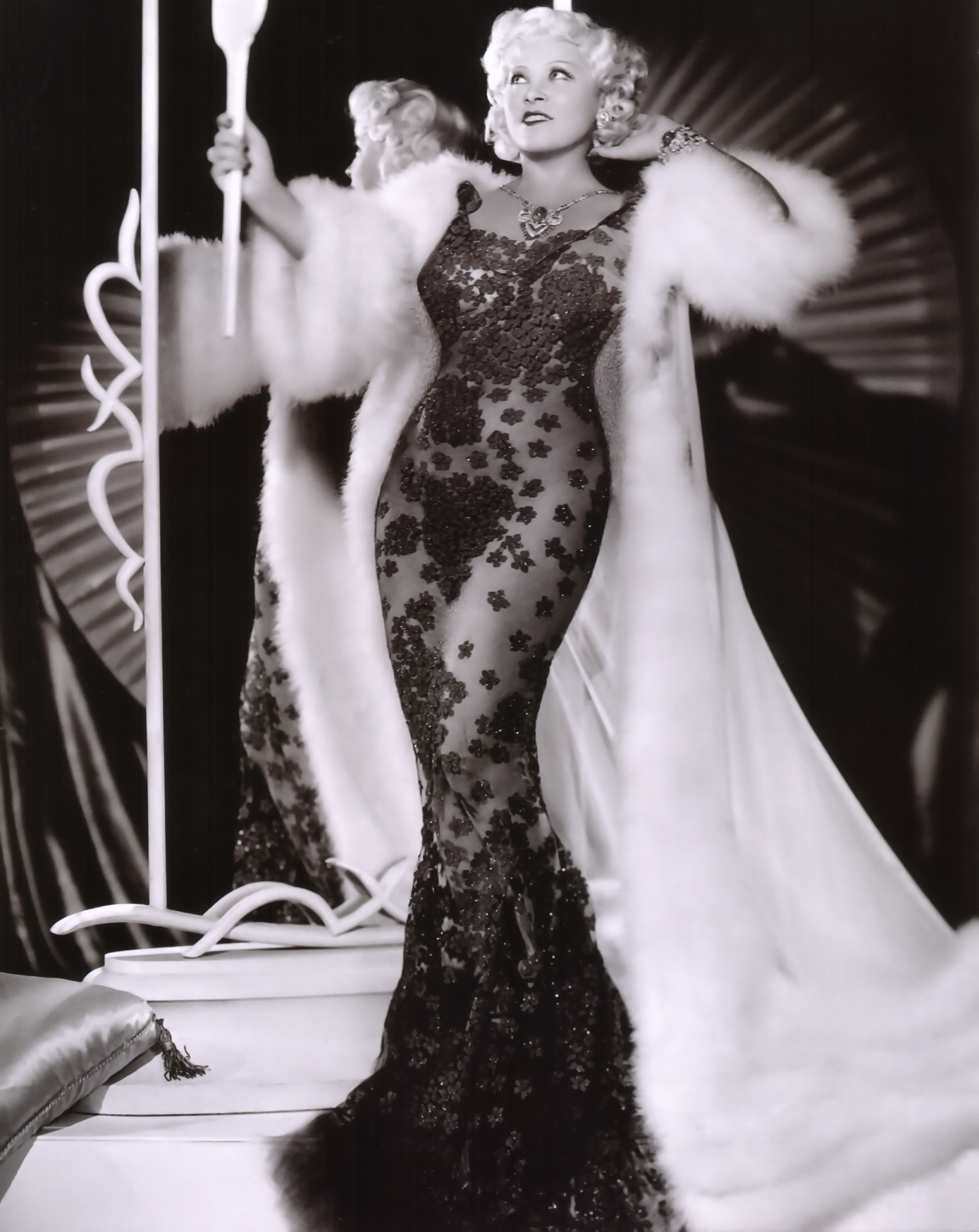
Die Filmschauspielerin Mae West war Namensgeberin

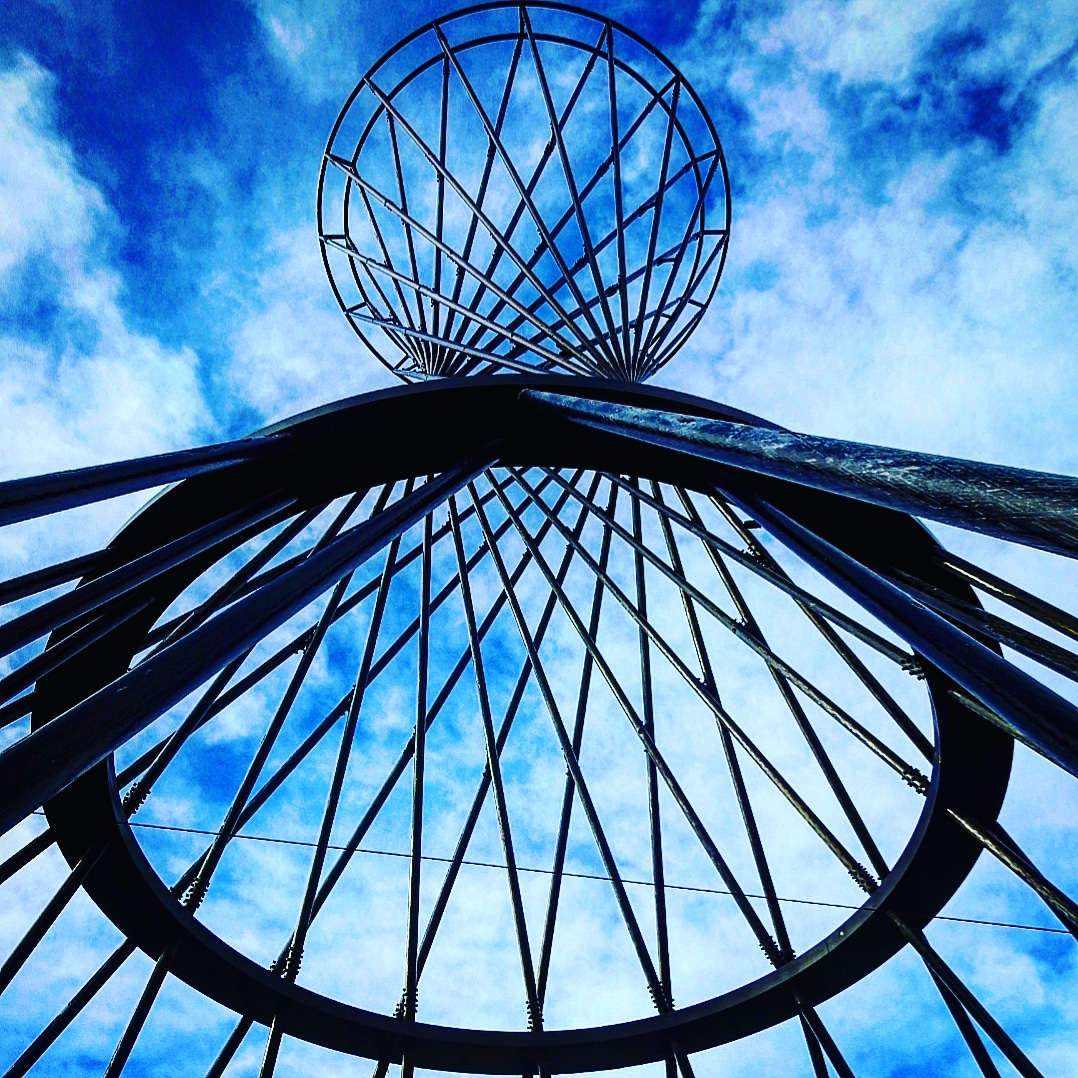
Blick nach oben in das Kunstwerk Mae West

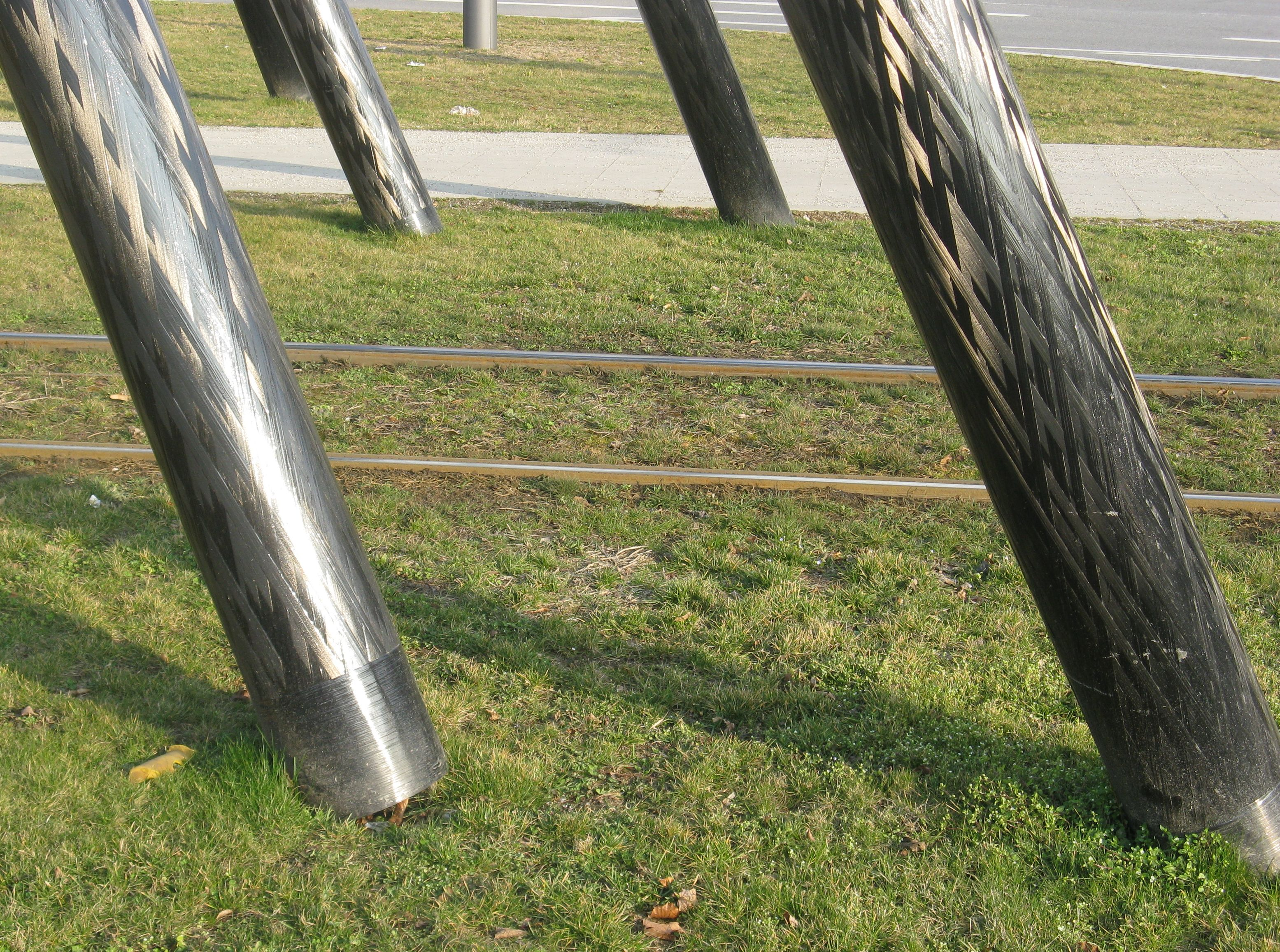
Gelenkig fundierte (verdeckt) Rohre, mit kohlenstofffaserverstärktem Kunststoff umwickelt

Der Effnerplatz wurde 2002 im Rahmen des Tunnelbauprojektes Mittlerer Ring Ost von der Kommission für Kunst am Bau und im öffentlichen Raum als Standort für ein Kunstobjekt ausgewählt; es wurden acht Künstler gebeten, Ideen für diesen Ort zu entwickeln.
Der Vorschlag der amerikanischen Künstlerin Rita McBride setzte sich unter anderem gegen Entwürfe von Thomas Schütte und Dennis Oppenheim durch. Form und Höhe der Plastik von McBride greifen das Rund des Platzes und die Höhe der benachbarten Arabella- und Hypo-Hochhäuser auf. Die Plastik kennzeichnet den Verkehrsknoten Effnerplatz mit einem markanten Stadtzeichen. Die von McBride gewählte Gitterstruktur ist Ausdruck ihres Bemühens, einen „Raum nicht monumental zu besetzen, sondern ein Nichts zu umschließen“. Dazu gehörte auch, dass sie keine nächtliche Beleuchtung der Plastik vorsah und immer ablehnte.
Die Vorentscheidung zu Gunsten von McBride fiel in der Kunstkommission im Januar 2003. Im Juli lag deren präzisierter Vorschlag vor und wurde gemeinsam von der Kunstkommission und der Stadtgestaltungskommission positiv beurteilt. Die Künstlerin wurde nochmals um Präzisierung gebeten; diesmal, um damit technische und genehmigungsrechtliche Fragen überprüfen zu können. Die Präzisierung führte zu einem verbesserten Entwurf, den McBride in Zusammenarbeit mit dem Ingenieurbüro von Werner Sobek erarbeitete. Dabei wurde vor allem der Werkstoff für die Stäbe von Stahl auf den viel leichteren kohlenstofffaserverstärkten Kunststoff geändert. McBride kam der Kunststoff wegen seiner Oberflächenstruktur entgegen. Die Höhe der Plastik war von ursprünglich 60 Meter auf 52 Meter verringert und die Taille verkleinert worden.
Die geplante Plastik trug ursprünglich den Titel Tower. Die Bezeichnung Mae West führte McBride nach eigener Aussage als „Ablenkungsmanöver“ ein, als sich die Diskussion vornehmlich um technische Aspekte wie die Statik der Konstruktion drehte. Sie machte damit auf ihre Präferenz für die Form des Rotationshyperboloids aufmerksam, das sie an eine zunächst namenlose, sehr taillierte Tänzerin mit glockenförmig ausschwingenden Rock erinnerte.
Wegen der Größe und der Kosten von gut 1,5 Millionen Euro war die Plastik im Stadtrat und im Bezirksausschuss umstritten. Oberbürgermeister Christian Ude lehnte die Plastik ab, weil sie ihm nicht gefiel. Er verglich sie mit einem Eierbecher und einem Blumenständer, den es als billigere Plastik im Baumarkt zu kaufen gäbe.
Dass McBride die ursprünglich vorgesehene Höhe von 60 Metern auf 52 Meter verringerte und die Plastik schlanker machte, geht vermutlich auf die Kritik einer SPD-Stadträtin zurück, die die vorherige Version mit dem Gerüst eines Kühlturms verglich. Argumente der Befürworter waren unter anderem, dass aufgrund des korrosionsresistenten Materials kaum Erhaltungskosten anfallen würden und dass Kultur in München Wirtschaftsfaktor Nummer eins sei. Schließlich sprach sich der Stadtrat mit der Mehrheit durch CSU, Die Grünen/Rosa Liste, FDP und drei weiteren Stadtratsmitgliedern mit 40 zu 35 gegen die Stimmen von SPD und ÖDP für die Anfertigung der Plastik aus.
Kritische Anwohner fanden die Kosten des Kunstwerks allerdings unangemessen und hätten das Geld stattdessen lieber für soziale Zwecke ausgegeben. Bernhard Schilling, Professor der Architektur, sah das Kunstwerk sogar als Plagiat des Port-Towers in Kōbe und des Centre-Point-Towers in Sydney.
Nachdem sich auch der örtliche Bezirksausschuss infolge mehrerer Informationsveranstaltungen für die Anlieger und die Bürger des Stadtquartiers im Juni 2004 für das Projekt ausgesprochen hatte, beschloss der Stadtrat, das Bauleitplanverfahren einzuleiten. Dieses fand im Oktober 2007 mit dem Billigungsbeschluss des Stadtrates seinen positiven Abschluss. Der Bebauungsplan wurde im März 2008 rechtsgültig. Wegen des vorgeschlagenen neuartigen Kunststoffmaterials und der innovativen Herstellungstechnik der vorgesehenen Rohre war anschließend noch eine „Zustimmung im Einzelfall“ der Obersten Baubehörde erforderlich.

### Bau
Der Bauauftrag mit einem Volumen von 1,54 Millionen Euro wurde einer Arbeitsgemeinschaft aus McBride und der CGB Carbon Großbauteile GmbH (heute HA-CO Carbon GmbH) aus Wallerstein erteilt, die gemeinsam als Arbeitsgemeinschaft Kunstwerk Mae West am Effnerplatz in München firmierten. Die Carbon Großbauteile GmbH wurde als Spezialfirma für die Fertigung großer kohlenstofffaserverstärkter Kunststoff-Teile ausgewählt. Sie fertigte auch die Verbindungselemente zwischen den Kunststoff-Rohren und den sie verbindenden Ringen und untereinander und übernahm schließlich das Baumanagement, sodass sie auch für den Aufbau der Plastik am Effnerplatz verantwortlich war.
Ausgangsmaterial zum Wickeln der Rohre waren Bündel aus etwa sieben Mikrometer dicken Kohlenstofffasern, sogenannte Rovings, und Harz als Kunststoff. Aus den mit dem Harz getränkten Bündeln wurden zuerst rohrförmige Skelette gewickelt, die dann auf einer weiteren Wickelmaschine kreuzweise nochmals mit flachen, mit Harz getränkten Faserbündeln umwickelt wurden. Die formschlüssigen Kontaktpartien der an den Enden befindlichen Verbindungselemente wurden mit eingewickelt. Dabei entstand ein regelmäßiges Rautenmuster der sich kreuzenden Fäden. In einem Ofen härteten die durch diesen Prozess entstandenen Rohre zwölf Stunden bei 60 bis 90 Grad Celsius aus. Zum Schluss wurde die Oberfläche gegen Versprödung des Materials durch die UV-Strahlen des Sonnenlichts versiegelt. Pro Rohr ergab sich eine Herstellungszeit von etwa drei Tagen.
Zur Unterstützung der „Zulassung im Einzelfall“ wurden während der Fertigung der Rohre regelmäßig Proben von Wissenschaftlern der Technischen Universität München entnommen und auf ausreichende Festigkeit geprüft.

Entwicklung der Mae West
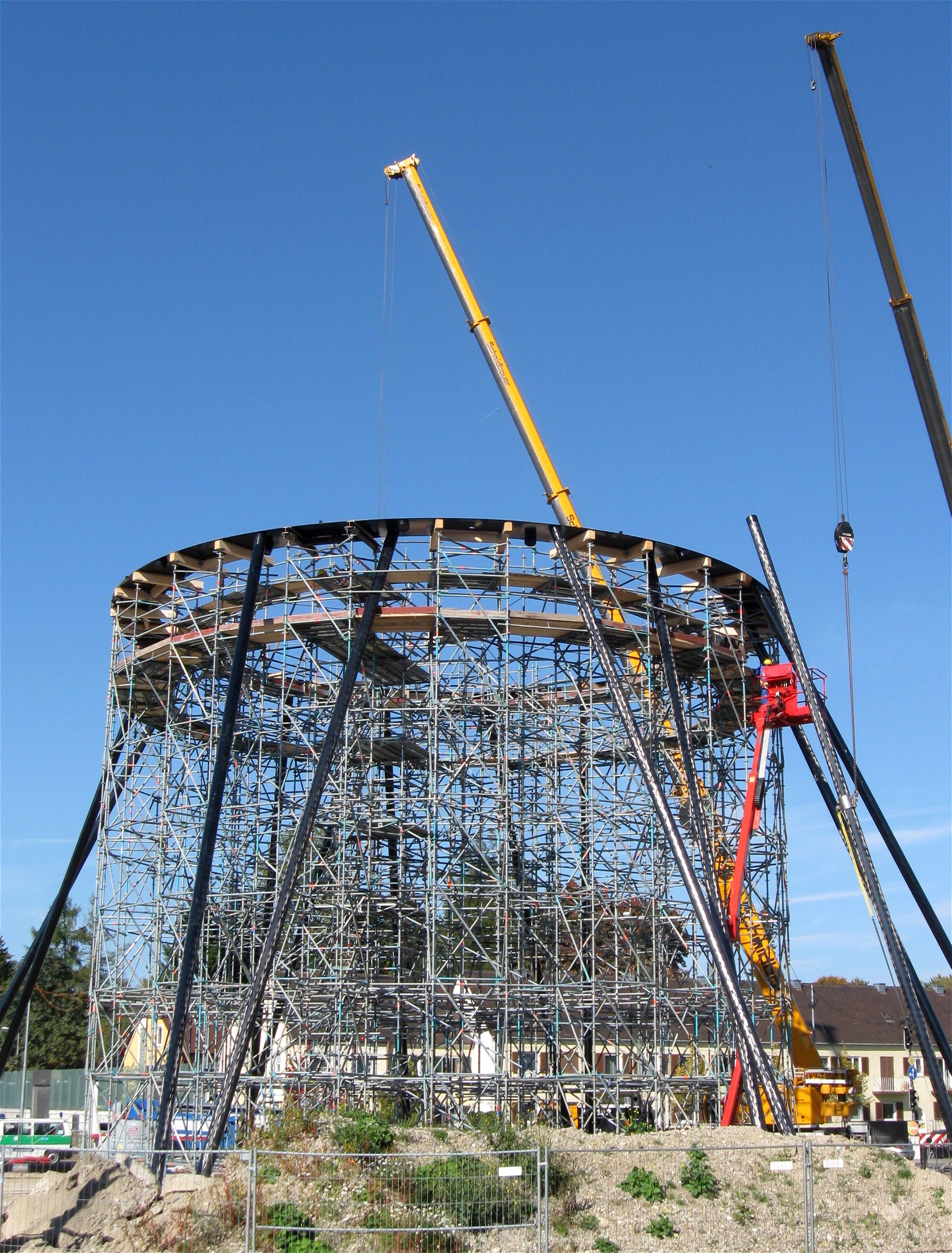
9. Oktober 2010: Bau des unteren Teils der Mae West
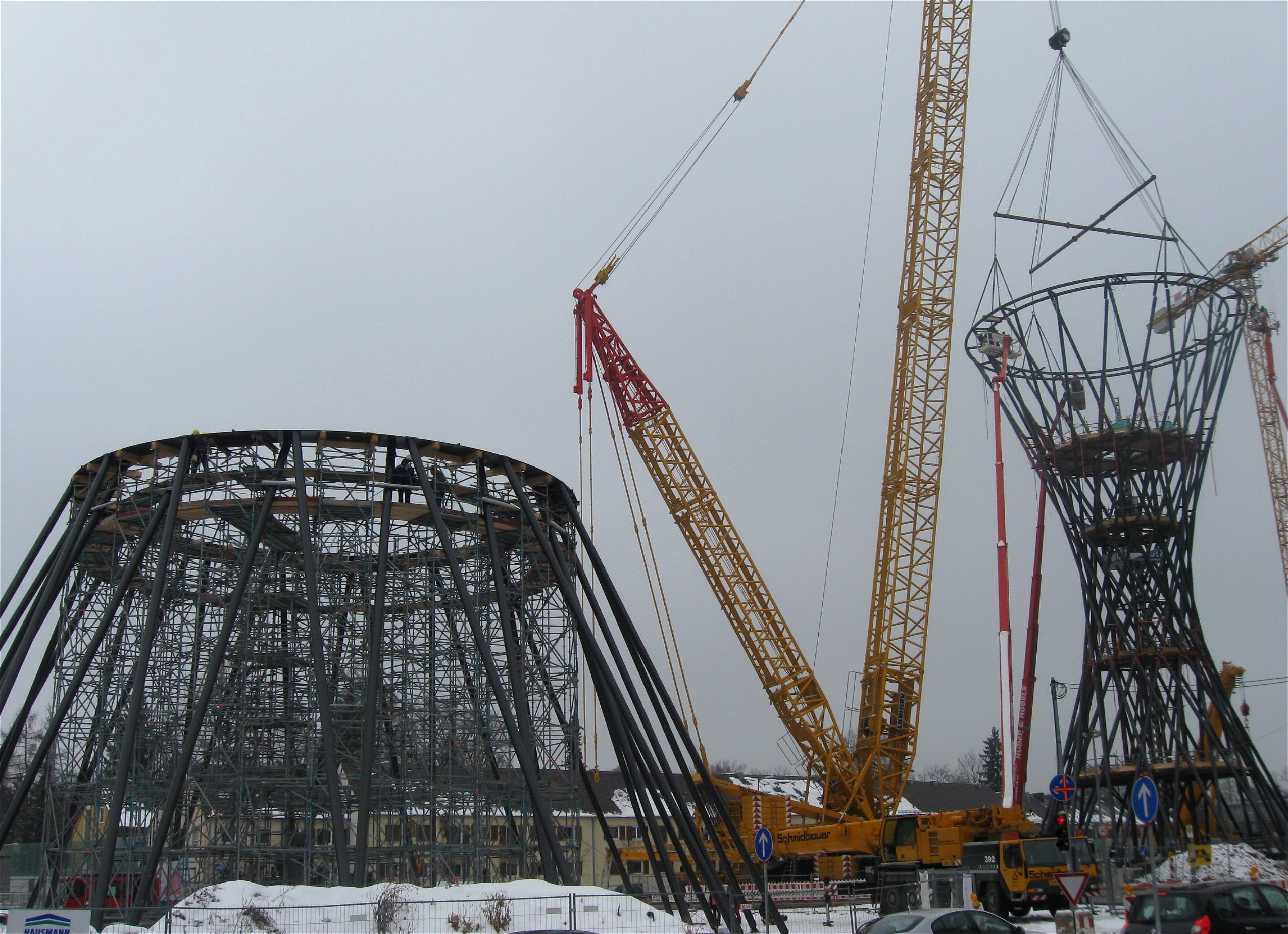
29. Januar 2011: Ein Kran hebt das Oberteil an
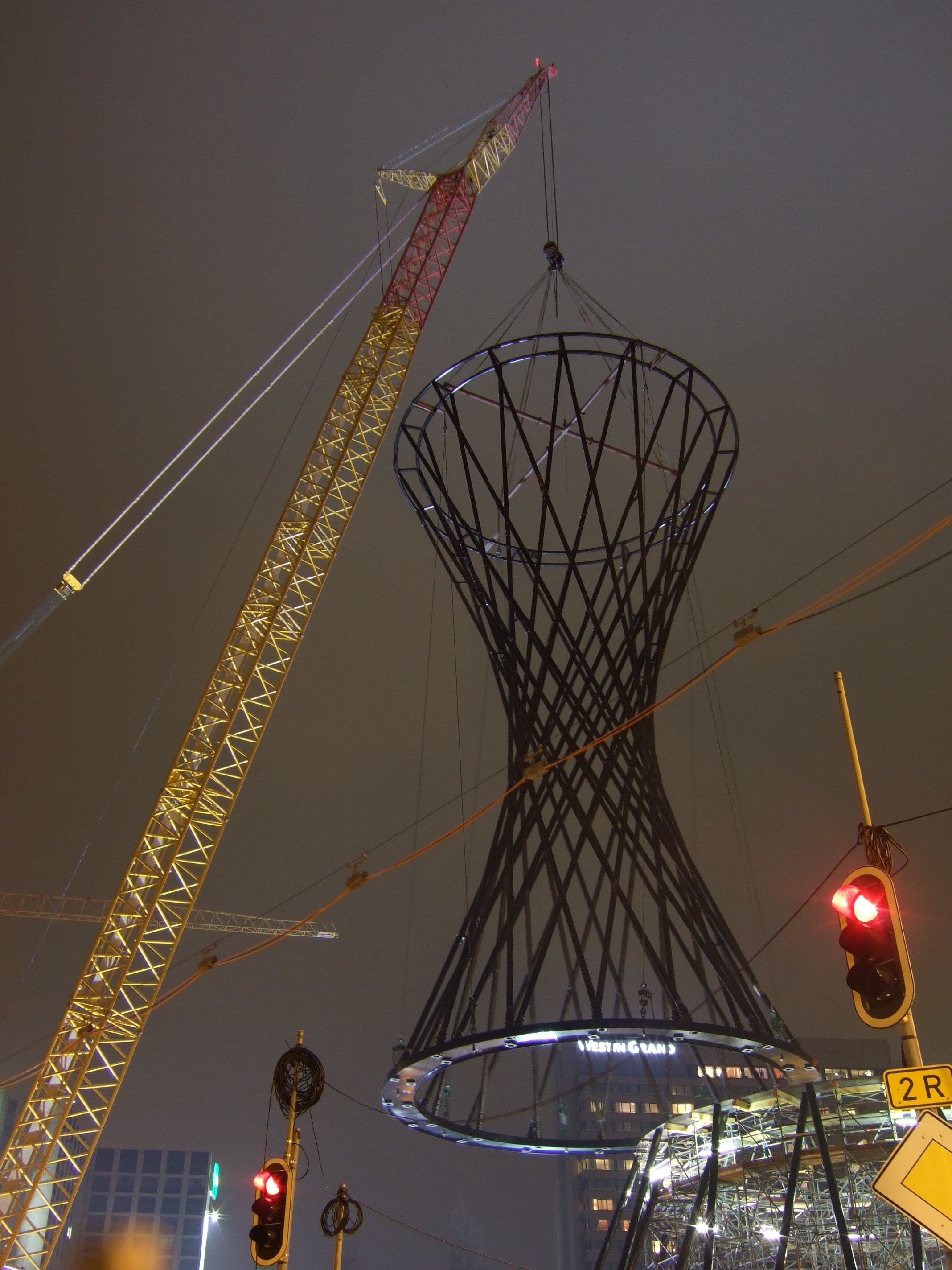
30. Januar 2011: Das Oberteil wird aufgesetzt
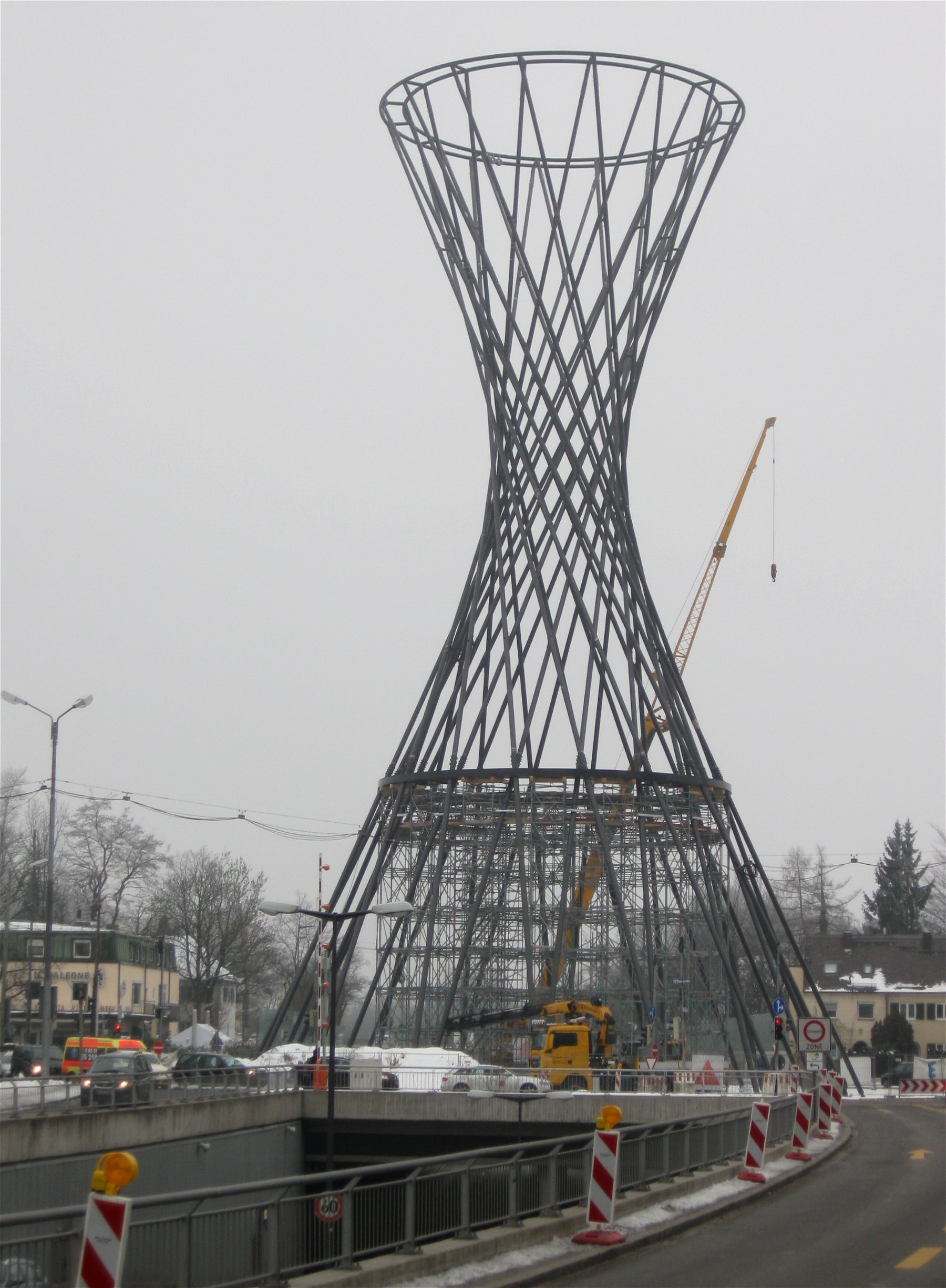
31. Januar 2011: Fertiggestellte Mae West
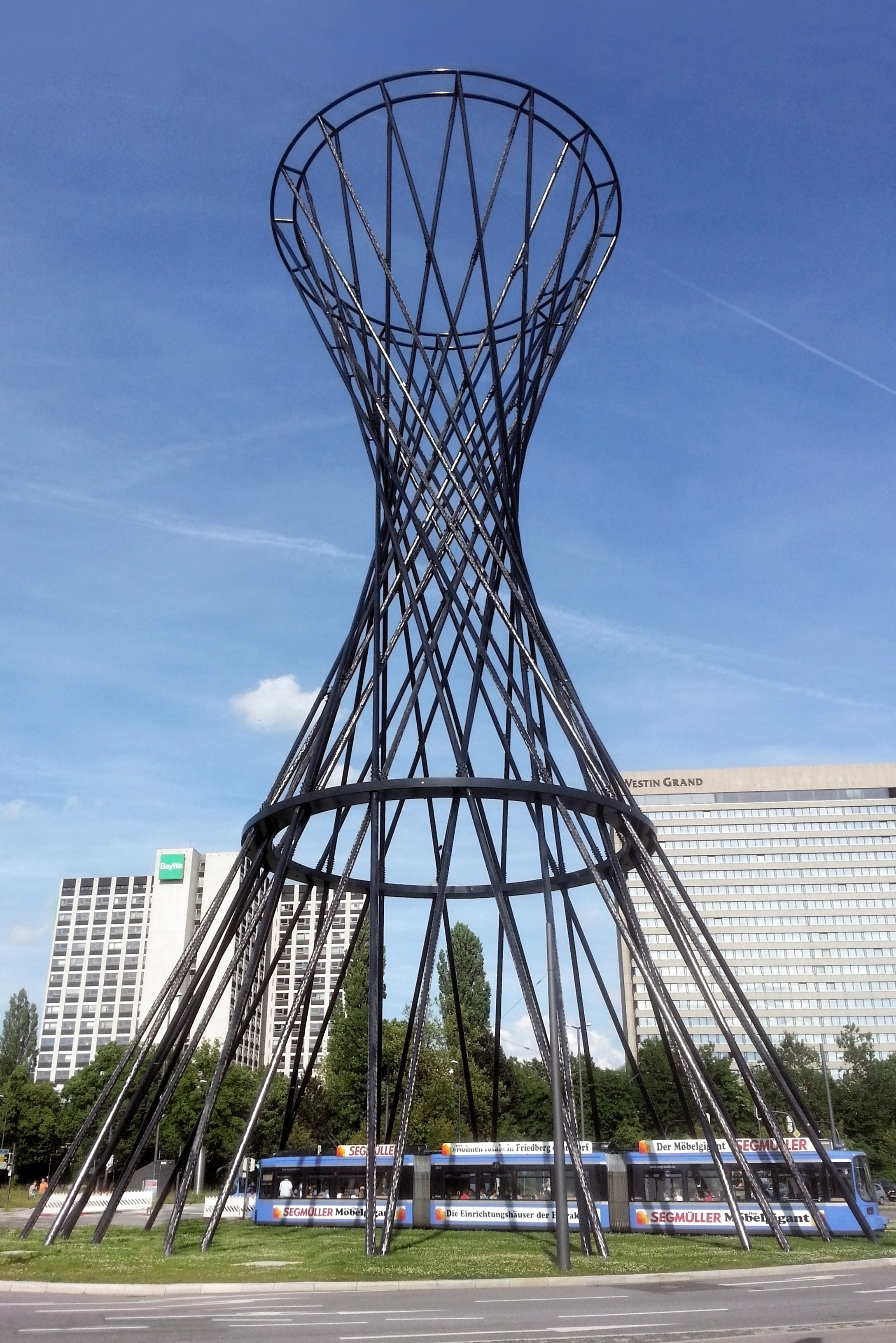
Seit Dezember 2011: Die Straßenbahn durchquert die Mae West

Der Spatenstich erfolgte am 21. Oktober 2010. Die Fertigstellung der Plastik war für den Dezember geplant, verzögerte sich aber wegen zeitweiser frostiger Temperaturen auf die Nacht vom 30. zum 31. Januar 2011, als das circa 36 Meter hohe Oberteil mit Hilfe eines 600 Tonnen tragenden Krans auf das über 15 Meter hohe Unterteil gestellt wurde.
Unter der Projektleitung von Johann Wittmann wurde der Unterteil mit Hilfe eines Gerüstes, auf dem der untere Teil des verbindenden Ringes gelegt worden war, montiert. Das Oberteil wurde auf dem Boden nebenan mit Hilfe von zwei kegelförmigen, im Inneren liegender Montagekörper zusammengesetzt. Die beiden Teile wurden schließlich durch Zusammenschrauben der aufeinanderliegenden, unteres und oberes Teil begrenzenden Stahlringe miteinander verbunden.

### Seit der Errichtung
Im April 2011 wurden Gleise der vom Effnerplatz nach St. Emmeram verlängerten Tramlinie durch die Mae West gelegt, auf denen seit Dezember 2011 die Münchner Straßenbahn weiter nach St. Emmeram fährt.

## Konstruktion

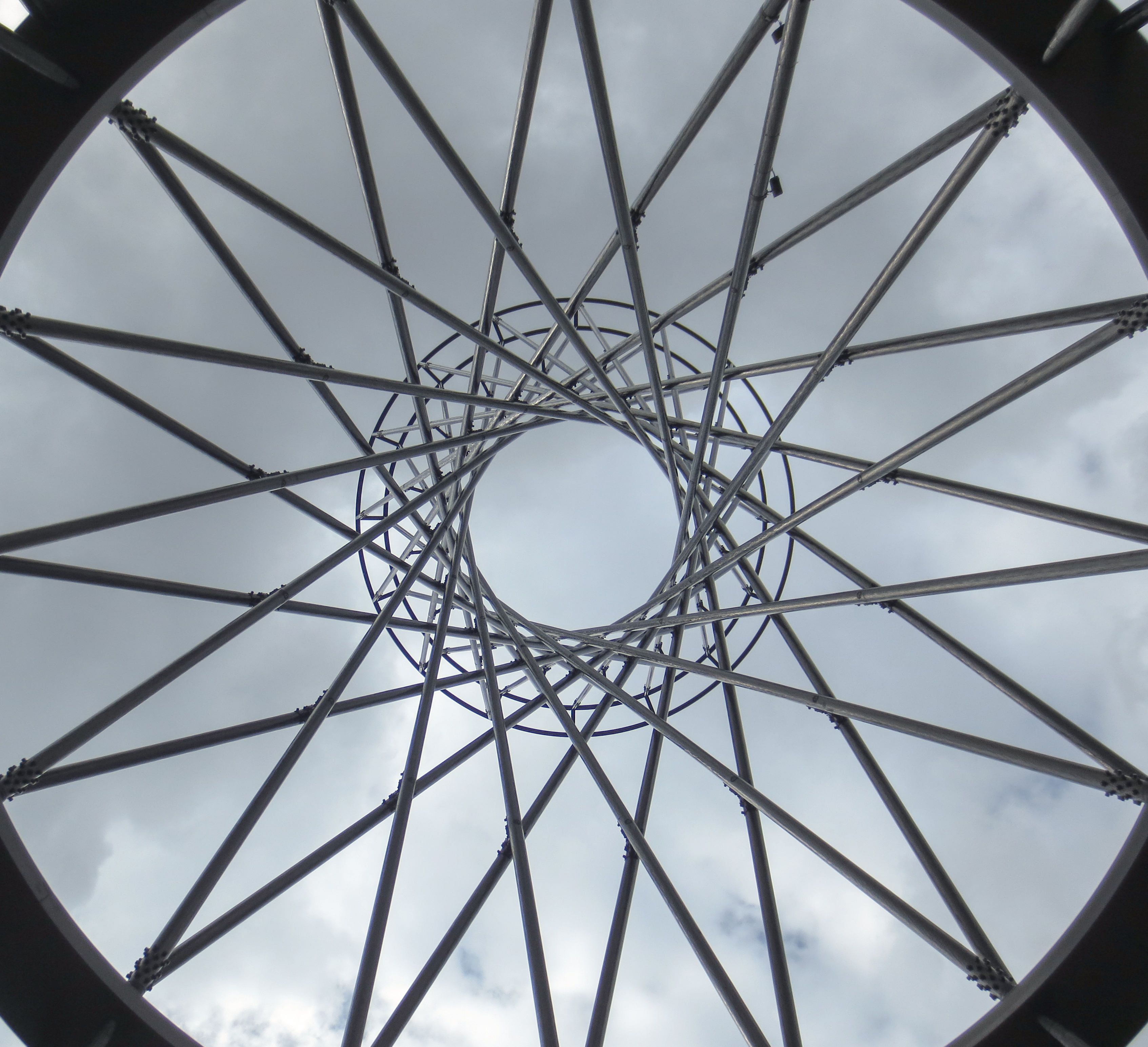
In der Mae West: Blick senkrecht nach oben

Der Schuchow-Radioturm in Moskau von 1896 war der erste Turm unter Verwendung der geometrischen Fläche Rotationshyperboloid. Er entstand nach einem Entwurf des russischen Ingenieurs, Wissenschaftlers und Architekten Wladimir Schuchow. Die Plastik von McBride ist ein ähnliches, ausschließlich aus geraden Balken erbautes offenes Stabwerk. Die Balken bilden die übergeordnete Form des in zwei Richtungen gekrümmten Rotationshyperboloids. Diese Fläche, eine sogenannte Regelfläche, entsteht durch Rotation einer zur Rotationsachse windschiefen Geraden. Dem entsprechen die zwei Reihen der gegenseitig und zur Mittelachse geneigten, kreisförmig um die Mittelachse der Mae West verteilten Rohre. Von Außen betrachtet verlaufen die Rohre zum größeren Ring von rechts unten nach links oben; zum kleineren Ring umgekehrt. In ihrem schrägen Verlauf nähern sich die geraden Rohre der Mittelachse der Plastik. Dem Blick vom Inneren der Konstruktion aus nach oben bleibt die Hyperbelform verborgen, man sieht nur ein lineares Muster.
Im unteren etwa 15 Meter hohen Teil enthalten die 32 gleichen Rohre aus kohlenstofffaserverstärktem Kunststoff einen Stahlrohrkern als Anprallschutz bei Verkehrsunfällen. Über seinen Stahlkern ist jedes Rohr gelenkig auf dem Boden gelagert. Der obere Teil der Mae West, der durch 128 Schrauben mit dem unteren Teil zusammengehalten wird, besteht aus 32 gleichen, leicht konischen Rohren aus kohlenstofffaserverstärkten Kunststoff. Jedes Rohr ist 40 Meter lang, besitzt einen äußeren Durchmesser von 225 bis 275 Millimetern, wobei die Wandstärke etwa 15 Millimeter beträgt, und wiegt nur 550 Kilogramm. Ein vergleichbares Stahlrohr hat etwa das sechsfache Gewicht.
Der untere Durchmesser der Plastik beträgt 32 Meter, der obere 19,5 Meter und der in der Taille 7,5 Meter. Das Gesamtgewicht der Plastik beträgt circa 200 Tonnen. Die oberen Ringe, die einen Rohrdurchmesser von 220 Millimeter haben, und der kastenförmige Zwischenring, der 1320 Millimeter breit und 310 Millimeter hoch ist, bestehen aus Stahl und sind mit einem Korrosionsschutzmittel beschichtet. Damit sich an ihnen keine Eiszapfen bilden, die beim Herunterfallen Passanten verletzen könnten, wurde in sie eine Elektroheizung eingebaut.

## Rezeption

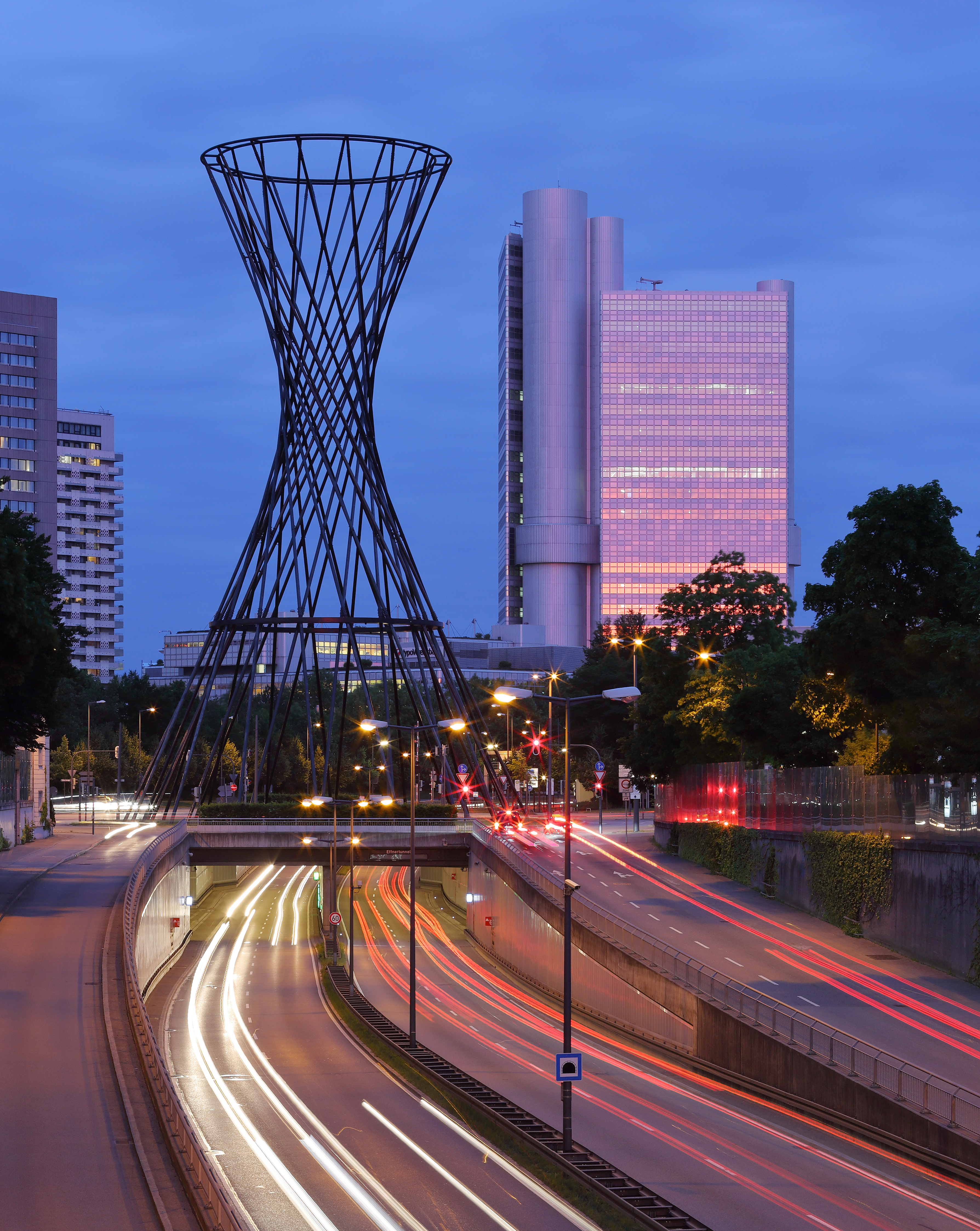
Mae West bei Abenddämmerung

Auf der Website des Kunst am Bau von München stellte Heinz Schütz fest, McBrides Kunstwerk würde im Gegensatz zu vielen vergleichbaren Werken einen „Selbstzweck“ darstellen. So rege „[i]hre Funktionslosigkeit und Form […] die Fantasie zu den unterschiedlichsten Assoziationen an“. Schütz ist der Überzeugung, dass die Mae West „im Stadtgefüge zum markanten zeitgenössischen Stadtzeichen“ wird. Allerdings wurde das Kunstwerk auch fünf Jahre nach der Errichtung von vielen Münchnern verspottet. Im Zusammenhang mit der Schauspielerin Mae West wird die Plastik von der Boulevardpresse häufig als „Sex-Symbol“ bezeichnet. Von kritischen Anwohnern erhielt die Mae West zahlreiche Spitznamen wie „Schirmständer“, „Drahtverhau“, „Mikadohaufen“, „Badehocker“, „Netzstrumpf“ oder „Eierbecher“.
Marco Völklein, Autor der Süddeutschen Zeitung, bemerkte, dass der Mae West durch ihre Größe viel Aufmerksamkeit zuteilwerde. Er schrieb:

„Von weitem schon sollen die Menschen von der John-F.-Kennedy-Brücke aus oder aus Norden kommend auf der Effnerstraße die Großplastik erkennen können. Und auch Autofahrer, die aus Richtung Südosten den Richard-Strauss-Tunnel verlassen, werden auf Mae West stoßen. Die Großplastik ist nicht zu übersehen. Im Baureferat vergleichen sie das Kunstwerk mit dem Siegestor auf der Leopoldstraße oder dem Friedensengel am Isarhochufer.“

Auch 2014 galt die Mae West gemäß der Abendzeitung als „vermutlich das bekannteste, weil augenfälligste Beispiel für Kunst am Bau in München“.
Markus Ambach veröffentlichte anlässlich einer Ausstellung von Rita McBride im Museum Abteiberg in Mönchengladbach 2008 einen Kommentar zur Mae West. Darin sieht er das Kunstwerk „ein subtiles wie unauffälliges Minuetto mit gesellschaftlichen Werten und ihren Vertretern“ tanzen. Er meint, dass die Plastik einen „kanonischen Reigen aller Entscheidungsfindungs-, Ordnungs-, Macht- und Äußerungsorgane der Gesellschaft“ zeige, damit „am Ende des Tages möglichst keine Realisierung, aber eine Unmenge an sozialer Partizipation, politischer Agitation und demokratischer Affektion […] erhalten“ blieben.
Ambach mutmaßt, dass die Mae West „Kommunikation als reine Form und eigenen Wert zu produzieren“ versuche. Er sieht im „latente[n] Hüftschwung“ eine „Projektionsfläche der Gesellschaft“, in „Auseinandersetzungen zwischen Eierbechervisionären und Kühlturmtechnokraten, zwischen Traditionsfetischisten, Kunstautonomen und Stadtgestaltern und ihrer allgegenwärtigen Partizipationswut“. Er meint, dass mit dem Werk McBride die Menschen „in die Realität zurück[holen]“ will. So soll die Plastik in „einer klassischen Wendung […] den Weg zum Ziel“ erklären und jenes „Spektakel als reales und durchschaubares Ereignis gesellschaftlicher Wertproduktion und Selbstbeschäftigung“ zeigen.
In der Münchener Stadtratversammlung vom 7. Juli 2004 stellte Ursula Sabathil fest, dass die runde Form der Mae West mit dem Kreisverkehr am Effnerplatz als „eine sehr schöne Allegorie“ verstanden werden könne.